# Limenitis boreas
Limenitis boreas är en fjärilsart som beskrevs av Butler 1865. Limenitis boreas ingår i släktet Limenitis och familjen praktfjärilar. Inga underarter finns listade i Catalogue of Life.